# Anna David
Anna David (Aarhus, 2 de dezembro de 1984), é uma cantora e compositora dinamarquesa de música pop e R&B.

## Biografia
Anna David começou a tocar música aos 4 anos de idade. Naquela época, era a bateria que mais lhe interessava, até que aos 13 anos ela começou a ter aulas de canto com seus irmãos mais velhos, incluindo Inez Bjørg David, que é atriz profissional na Alemanha. Ela também tem um irmão. Já em 1999, ela começou sua carreira quando interpretou um pequeno papel como "Drummer Betty" em um musical chamado Dancer in the Dark. Já dois anos depois, gravou seu primeiro single P-Y-B (Pretty Young Boy). Anna David conseguiu seu primeiro contrato de gravação na Alemanha aos 14 anos. Ela tem ascendência alemã, pois sua mãe é alemã e seu pai é dinamarquês/americano.
Aos 17 anos, Anna David foi estuprada, um chamado estupro por contato, onde foi um conhecido que a estuprou. Ela contou isso pela primeira vez em setembro de 2007. A música "The Little Girl" (2007) do álbum 2 é sobre o estupro mencionado.
Anna David fez sua estréia na Dinamarca em 2005 com o single Fuck dig, que foi seguido pelo álbum Anna David. Fuck dig também foi traduzido para Fuck you, Fuck deg e Fick dich, do qual a última versão se tornou um hit #23 na Áustria, bem como um hit #40 na Alemanha.
Anna David é formada em canto, dança, bateria e piano.
Em 2006, Anna David participou do Vild med dans, versão dinamarquesa do programa Dancing with the Stars. Em 2007, Anna David lançou o álbum 2.
Em 2009 você poderia acompanhar Anna David na série Big Dreams da Tv2, onde Anna interpretou uma estudante em uma escola de teatro/música. Ainda em 2009, lançou seu terceiro álbum, Tættere på, que incluiu os sucessos ""Tæt På", "Når en Engel Siger Farvel" e "Den sommer".
Em 2010, seu quarto álbum foi lançado, Music is Taking Over que inclui as canções "Bow (For the bad girls)" "Hate you" e "Something to Nothing". Em dezembro de 2010, Anna David anunciou que estava grávida de seu namorado Christian Sørensen. Em 13 de junho de 2011, ela deu à luz uma menina chamada Alba.
Em fevereiro de 2011, Anna David participou do programa Toppen af Poppen na TV2, onde ela, junto com os músicos Jokeren, Szhirley, Lars H.U.G., Erann DD e Dorthe Kollo, interpretam as canções uns dos outros em um hotel no México.
Ainda em 2011, Anna David se tornou embaixadora de "Nossa responsabilidade - NÃO à violência contra crianças", onde fez a música "Only the heart beats" que é sobre não bater em crianças, e que só o coração pode bater.
Anna David é uma artista que conquistou a platina dupla.

## Discografia

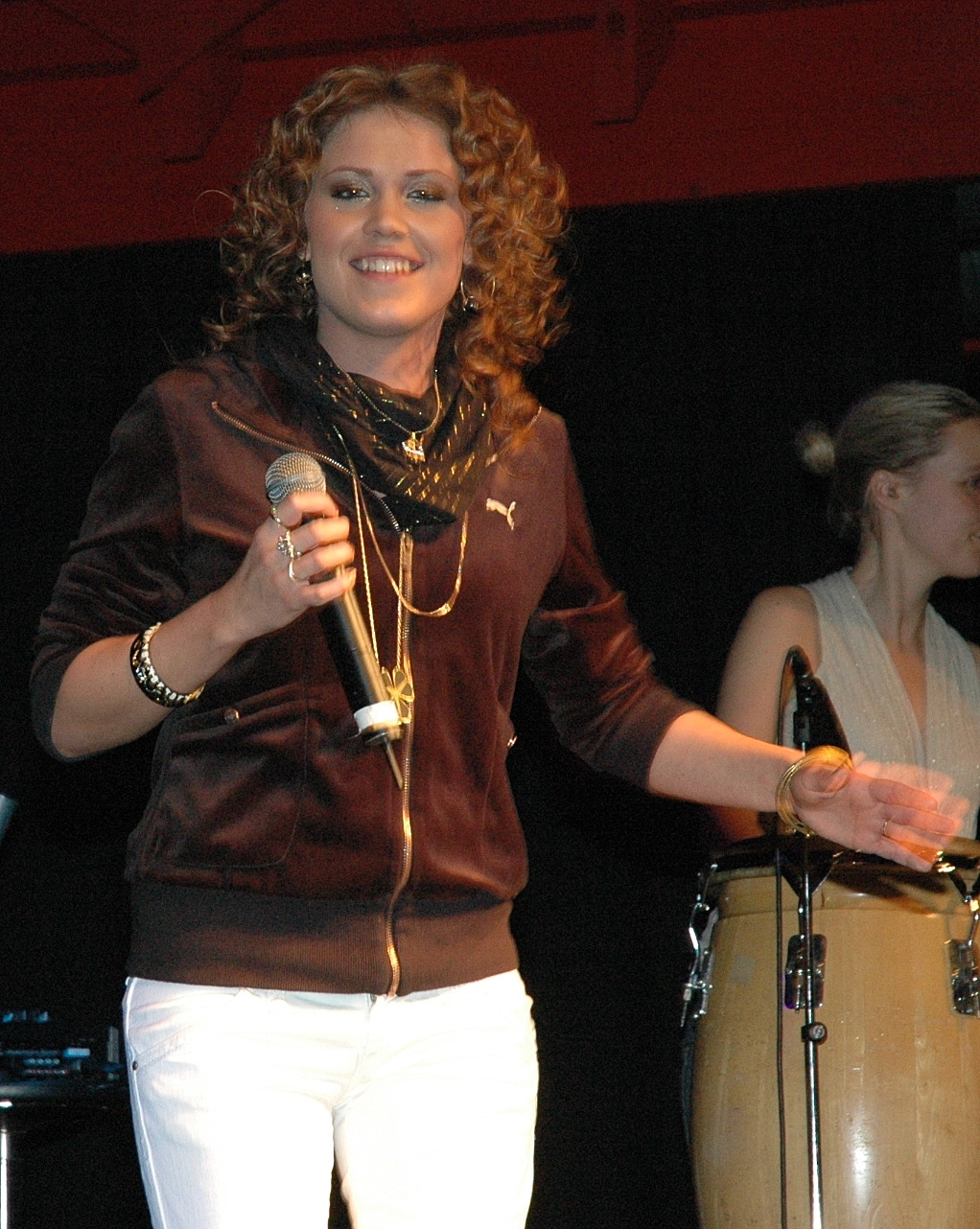
Anna David ao vivo 2007.

### Álbuns
- Anna David (2005)
- 2 (2007)
- Tættere på (2009)
- MUSIC is TAKING OVER (2010)
- Af lys og mørke (2016) EP
- Vinden hvisker (2018) EP

### Singles Alemães
- P.Y.B. (Pretty Young Boy) (2000) com Christoph Brüx e Toni Cottura[4]
- U And Me And The Sunshine (2001)
- Impossible (2002)
- Terminal Love (2002)
- Fuck You (2006)
- Fick Dich (2006)

### Singles Dinamarqueses
- Fuck Dig ( 2005)
- Hvad nu Hvis? (2005)
- Når musikken spiller com UfoYepha (2005)
- Kys Mig (2005)
- Nr. 1 (2007)
- Chill (2007)
- Den lille pige (2007)
- Tæt på (2009)
- Den sommer (2009)
- Når en engel siger farvel (2009)
- Uden Ord (2009)
- La' Det Være Mig (2009)
- Et andet liv - store drømme (2009)
- All About Love (2009) com Mohamed Ali
- BOW (for the bad girls) (2010)
- Something to Nothing (2010)
- Hate You (2010)
- Into the Light(2010) com Johnny Colding
- If You Wanna Cry (2011)
- Natsværmer (Toppen af Poppen) (2011)
- Kun Hjertet Slår (2011)
- Brænder Mig (2012)
- F***ing Perfekt (2013)
- It Hurts (2014)
- Ukendt land (2016)
- Fuck dig og softice (2017) versão Linda P
- Kun os to (2018)
- TagTop (2020)
- Hold om mig (2020)